# Рикольфи Дориа, Рене
Рене Итало Рикольфи Дориа (итал. René Italo Ricolfi Doria; 30 апреля 1901 — 4 февраля 1970) — швейцарский спортсмен и предприниматель. Участник Олимпийских игр 1920 года в Антверпене.

## Биография
Родился в семье Джузеппе Сильвио Рикольфи Дориа и его супруги Витторины Пьянцола. 
В 1920 году вошёл в состав сборной Швейцарии на Олимпийские игры 1920 года, где выступал в плавании и водном поло. В соревнованиях по водному поло Швейцария уступила Бельгии в первом раунде со счётом 0:11. Также выступал индивидуально в заплывах на 400м и 1500м, но в обоих случаях завершил выступление на стадии 1/4 финала. На Олимпийских играх 1924 года Рене вновь вошёл в состав сборной Швейцарии по водному поло, однако непосредственного участия в матче не принимал, а его команда вновь проиграла в первом раунде Нидерландам со счётом 0:7 и завершила выступление.

## Личная жизнь
В браке с Ирис Амалией Бенвенути (1905—2004) у него родилась дочь Марина (р. 1935), чемпионка мира по водным лыжам. В 1971 году она вышла замуж за сына Умберто II (последнего короля Италии) Виктора Эммануила Савойского. Внук — Эммануил Филиберт Савойский (р. 1972) — титулярный наследник итальянского престола.